# U-1165
U-1165 – niemiecki okręt podwodny (U-Boot) typu VII C/41 z okresu II wojny światowej. Okręt wszedł do służby w 1943 roku.

## Historia
Wcielony do 8. Flotylli U-Bootów celem szkolenia załogi, od czerwca 1944 roku kolejno w 9. i 11. Flotylli jako jednostka bojowa.
U-1163 odbył cztery patrole bojowe, podczas jednego z nich zatopił radziecki ścigacz okrętów podwodnych „BMO-527” (39 t).
Poddany 9 maja 1945 roku w Narwiku (Norwegia), przebazowany 19 maja do Loch Eriboll (Szkocja), a następnie do Lisahally (Irlandia Północna). Zatopiony 30 grudnia 1945 roku w ramach operacji Deadlight ogniem artyleryjskim niszczyciela HMS „Orfa” i niszczyciela eskortowego HMS „Zealous”.